# Atletica leggera ai VII Giochi panafricani
Le competizioni di atletica leggera ai VII Giochi panafricani si sono svolte dal 14 al 17 settembre 1999 allo Johannesburg Stadium di Johannesburg in Sudafrica.
La pista utilizzata per le gare era posta a un'altitudine di 1748 metri sul livello del mare.
Maria de Lurdes Mutola del Mozambico ha vinto il suo terzo titolo consecutivo negli 800 metri. La Nigeria ha vinto tutte e quattro le gare a staffetta: 4×100 metri e 4×400 metri maschili e femminili. Gli atleti sudafricani hanno vinto tutti e quattro gli eventi di lancio maschile.
Rispetto all'edizione precedente, sono stati aggiunti alcuni nuovi eventi femminili: salto con l'asta, lancio del martello e 10 chilometri di marcia su strada.

## Nazioni partecipanti
- Algeria
- Angola
- Benin
- Botswana
- Burkina Faso
- Burundi
- Capo Verde
- Rep. Centrafricana
- Ciad
- Comore
- RD del Congo
- Egitto
- Guinea Equatoriale
- Eritrea
- Etiopia
- Gabon
- Ghana
- Guinea
- Guinea-Bissau
- Costa d'Avorio
- Kenya
- Lesotho
- Libia
- Madagascar
- Malawi
- Mali
- Mauritius
- Mozambico
- Namibia
- Niger
- Nigeria
- Rep. del Congo
- Ruanda
- São Tomé e Príncipe
- Senegal
- Seychelles
- Somalia
- Sudafrica
- eSwatini
- Tanzania
- Togo
- Tunisia
- Uganda
- Zambia
- Zimbabwe

## Risultati

### Uomini
| Specialità                       | Oro                                                             | Prestazione | Argento                                                                  | Prestazione | Bronzo                                                                 | Prestazione |
| Corse piane                      |                                                                 |             |                                                                          |             |                                                                        |             |
| 100 m (dettagli)                 | Leonard Myles-Mills Ghana                                       | 9.99        | Francis Obikwelu Nigeria                                                 | 10.01       | Frankie Fredericks Namibia                                             | 10.10       |
| 200 m (dettagli)                 | Francis Obikwelu Nigeria                                        | 20.06       | Joseph Batangdon Camerun                                                 | 20.37       | Daniel Effiong Nigeria                                                 | 20.49       |
| 400 m (dettagli)                 | Kennedy Ochieng Kenya                                           | 44.77       | Clement Chukwu Nigeria                                                   | 45.31       | Phillip Mukomana Zimbabwe                                              | 45.43       |
| 800 m (dettagli)                 | Japheth Kimutai Kenya                                           | 1:44.91     | Djabir Saïd-Guerni Algeria                                               | 1:45.32     | Hezekiél Sepeng Sudafrica                                              | 1:45.58     |
| 1500 m (dettagli)                | Hailu Mekonnen Etiopia                                          | 3:39.73     | David Lelei Kenya                                                        | 3:40.46     | Fred Cheruiyot Kenya                                                   | 3:41.21     |
| 5000 m (dettagli)                | Julius Gitahi Kenya                                             | 13:49.06    | Fita Bayissa Etiopia                                                     | 13:49.79    | Tom Nyariki Kenya                                                      | 13:50.40    |
| 10000 m (dettagli)               | Assefa Mezgebu Etiopia                                          | 28:12.15    | David Chelule Kenya                                                      | 28:13.71    | Habte Jifar Etiopia                                                    | 28:15.11    |
| Corse a ostacoli                 |                                                                 |             |                                                                          |             |                                                                        |             |
| 110 m ostacoli (dettagli)        | William Erese Nigeria                                           | 13.71       | Joseph-Berlioz Randriamihaja Madagascar                                  | 13.85       | Kehinde Aladefa Nigeria                                                | 13.86       |
| 400 m ostacoli (dettagli)        | Ibou Faye Senegal                                               | 48.30       | Ken Harnden Zimbabwe                                                     | 48.47       | Erick Keter Kenya                                                      | 49.17       |
| 3000 m siepi (dettagli)          | Kipkurui Misoi Kenya                                            | 8:32.42     | Wilson Boit Kipketer Kenya                                               | 8:41.33     | Christopher Kosgei Kenya                                               | 8:41.35     |
| Staffette                        |                                                                 |             |                                                                          |             |                                                                        |             |
| 4×100 m (dettagli)               | Nigeria Deji Aliu Daniel Effiong Chinedu Oriala Innocent Asonze | 38.56       | Sudafrica Morné Nagel Marcus La Grange Lee-Roy Newton Mathew Quinn       | 38.88       | Costa d'Avorio                                                         | 39.09       |
| 4×400 m (dettagli)               | Nigeria Fidelis Gadzama Jude Monye Clement Chukwu Sunday Bada   | 3:01.20     | Sudafrica Adriaan Botha Hendrik Mokganyetsi Hennie Botha Arnaud Malherbe | 3:01.34     | Kenya Kennedy Ochieng Hillary Maritim Matilu Abednego Julius Chepkwony | 3:01.73     |
| Prove su strada                  |                                                                 |             |                                                                          |             |                                                                        |             |
| Maratona (dettagli)              | Joshua Peterson Sudafrica                                       | 2:19:07     | Focus Wolbroad Tanzania                                                  | 2:20:47     | Frank Pooe Sudafrica                                                   | 2:23:36     |
| Marcia 20 km (dettagli)          | David Kimutai Kenya                                             | 1:29:12     | Moussa Aouanouk Algeria                                                  | 1:29:36     | Vincent Asumang Ghana                                                  | 1:48:00     |
| Salti                            |                                                                 |             |                                                                          |             |                                                                        |             |
| Salto in alto (dettagli)         | Anthony Idiata Nigeria                                          | 2.27        | Abderrahmane Hammad Algeria                                              | 2.24        | Malcolm Hendriks Sudafrica                                             | 2.24        |
| Salto con l'asta (dettagli)      | Okkert Brits Sudafrica                                          | 5.40        | Mohamed Bédoui Tunisia                                                   | 4.80        | none                                                                   |             |
| Salto in lungo (dettagli)        | Hatem Mersal Egitto                                             | 8.09        | Georges Téko Folligan Togo                                               | 8.00        | Mark Anthony Awere Ghana                                               | 7.96        |
| Salto triplo (dettagli)          | Andrew Owusu Ghana                                              | 16.89       | Remmy Limo Kenya                                                         | 16.84       | Toussaint Rabenala Madagascar                                          | 16.60       |
| Salti                            |                                                                 |             |                                                                          |             |                                                                        |             |
| Getto del peso (dettagli)        | Burger Lambrechts Sudafrica                                     | 19.50       | Janus Robberts Sudafrica                                                 | 19.16       | Karel Potgieter Sudafrica                                              | 18.90       |
| Lancio del disco (dettagli)      | Frantz Kruger Sudafrica                                         | 61.02       | Frits Potgieter Sudafrica                                                | 60.59       | Mickaël Conjungo Rep. Centrafricana                                    | 57.09       |
| Lancio del martello (dettagli)   | Chris Harmse Sudafrica                                          | 74.75       | Samir Haouam Algeria                                                     | 65.80       | Yamen Hussein Abdel Moneim Egitto                                      | 65.25       |
| Lancio del giavelotto (dettagli) | Marius Corbett Sudafrica                                        | 78.74       | Johan Vosloo Sudafrica                                                   | 75.60       | Maher Ridane Tunisia                                                   | 72.18       |
| Prove multiple                   |                                                                 |             |                                                                          |             |                                                                        |             |
| Decathlon (dettagli)             | Anis Riahi Tunisia                                              | 7 497       | Rédouane Youcef Algeria                                                  | 7 401       | Patrick Legrand Mauritius                                              | 6 034       |

### Donne
| Specialità                        | Oro                                                                  | Prestazione | Argento                         | Prestazione | Bronzo                                                | Prestazione |
| Corse piane                       |                                                                      |             |                                 |             |                                                       |             |
| 100 m (dettagli)                  | Mercy Nku Nigeria                                                    | 11.03       | Myriam Léonie Mani Camerun      | 11.24       | Endurance Ojokolo Nigeria                             | 11.25       |
| 200 m (dettagli)                  | Fatima Yusuf Nigeria                                                 | 22.45       | Myriam Léonie Mani Camerun      | 22.91       | Monica Twum Ghana                                     | 22.98       |
| 400 m (dettagli)                  | Falilat Ogunkoya Nigeria                                             | 50.02       | Olabisi Afolabi Nigeria         | 50.34       | Amy Mbacké Thiam Senegal                              | 50.95       |
| 800 m (dettagli)                  | Maria Mutola Mozambico                                               | 1:59.73     | Nouria Mérah-Benida Algeria     | 2:00.83     | Grace Birungi Uganda                                  | 2:01.76     |
| 1500 m (dettagli)                 | Kutre Dulecha Etiopia                                                | 4:18.33     | Nouria Mérah-Benida Algeria     | 4:18.69     | Jackline Maranga Kenya                                | 4:19.31     |
| 5000 m (dettagli)                 | Ayelech Worku Etiopia                                                | 15:38.22    | Elana Meyer Sudafrica           | 15:42.76    | Vivian Cheruiyot Kenya                                | 15:42.79    |
| 10000 m (dettagli)                | Gete Wami Etiopia                                                    | 32:08.15    | Merima Hashim Etiopia           | 32:16.24    | Leah Malot Kenya                                      | 32:36.02    |
| Corse a ostacoli                  |                                                                      |             |                                 |             |                                                       |             |
| 100 m ostacoli (dettagli)         | Glory Alozie Nigeria                                                 | 12.74       | Angela Atede Nigeria            | 12.99       | Mame Tacko Diouf Senegal                              | 13.02       |
| 400 m ostacoli (dettagli)         | Mame Tacko Diouf Senegal                                             | 55.69       | Surita Febbraio Sudafrica       | 57.11       | Saidat Onanuga Nigeria                                | 58.34       |
| Staffette                         |                                                                      |             |                                 |             |                                                       |             |
| 4×100 m (dettagli)                | Nigeria ? Endurance Ojokolo ?                                        | 43.28       | Madagascar                      | 43.98       | Ghana Mavis Akoto Monica Twum Helena Amoako Dora Manu | 44.21       |
| 4×400 m (dettagli)                | Nigeria Saidat Onanuga Fatima Yusuf Olabisi Afolabi Falilat Ogunkoya | 3:29.22     | Senegal                         | 3:31.63     | Camerun                                               | 3:33.28     |
| Prove su strada                   |                                                                      |             |                                 |             |                                                       |             |
| Maratona (dettagli)               | Hiywot Gizwa Etiopia                                                 | 2:45:38     | Meseret Kotu Etiopia            | 2:46:29     | Kore Alemu Etiopia                                    | 2:48:31     |
| Marcia 10 km (dettagli)           | Susan Vermeulen Sudafrica                                            | 49:33       | Nagwa Ibrahim Ali Egitto        | 50:19       | Bahia Boussad Algeria                                 | 51:31       |
| Salti                             |                                                                      |             |                                 |             |                                                       |             |
| Salto in alto (dettagli)          | Hestrie Cloete Sudafrica                                             | 1.96        | Irène Tiendrébéogo Burkina Faso | 1.85        | Philippa Erasmus Sudafrica                            | 1.80        |
| Salto con l'asta (dettagli)       | Rika Erasmus Sudafrica                                               | 3.60        | Elmarie Gerryts Sudafrica       | 3.60        | Non attribuita                                        |             |
| Salto in lungo (dettagli)         | Grace Umelo Nigeria                                                  | 6.60        | Françoise Mbango Etone Camerun  | 6.55 (NR)   | Charlene Lawrence Sudafrica                           | 6.50        |
| Salto triplo (dettagli)           | Françoise Mbango Etone Camerun                                       | 14.70       | Baya Rahouli Algeria            | 14.64       | Kéné Ndoye Senegal                                    | 13.86       |
| Lanci                             |                                                                      |             |                                 |             |                                                       |             |
| Getto del peso (dettagli)         | Vivian Peters Nigeria                                                | 16.72       | Veronica Abrahamse Sudafrica    | 16.53       | Maranelle du Toit Sudafrica                           | 16.45       |
| Lancio del disco (dettagli)       | Monia Kari Tunisia                                                   | 57.22       | Lezelle Duvenage Sudafrica      | 54.55       | Elizna Naudé Sudafrica                                | 53.26       |
| Lancio del martello (dettagli)    | Caroline Fournier Mauritius                                          | 58.83       | Elmarie Knoetzen Sudafrica      | 58.74       | Marwa Ahmed Hussein Egitto                            | 55.25       |
| Lancio del giavellotto (dettagli) | Liezl Roux Sudafrica                                                 | 49.38       | Aïda Sellam Tunisia             | 48.91       | Sorochukwu Ihuefo Nigeria                             | 48.24       |
| Prove multiple                    |                                                                      |             |                                 |             |                                                       |             |
| Heptathlon (dettagli)             | Maralize Fouché (Visser) Sudafrica                                   | 5 631       | Patience Itanyi Nigeria         | 5 565       | Oluchi Elechi Nigeria                                 | 5 537       |